# Sparkasse Düren
Die Sparkasse Düren ist eine öffentlich-rechtliche Sparkasse mit Sitz in Düren.

## Geschichte
Die Sparkasse Düren ist zum 1. November 2000 durch eine Fusion der Stadtsparkasse Düren und der Kreissparkasse Düren entstanden.
Vorläufer der Stadtsparkasse Düren war die am 16. April 1832 in Düren gegründete „Stadt Dürener Pfand-Leihhaus mit Sparkasse“ mit Sitz in den Häusern am Holztor. Die Stadtsparkasse Düren existierte bis zum 31. Oktober 2000. Zuletzt hatte sie ihre Geschäftsräume im jetzigen Bürgerbüro am Marktplatz in Düren, dem ehemaligen Standort des Vorkriegs-Rathauses.
Im Zuge der kommunalen Neugliederung in Nordrhein-Westfalen war die Kreissparkasse bereits einmal an einer Fusion beteiligt. Als Folge des am 1. Januar 1972 in Kraft getretenen Zusammenschlusses der bis zu diesem Zeitpunkt getrennten Kreise Düren und Jülich durch das Aachen-Gesetz schlossen sich zum 1. Januar 1974 die ehemaligen Kreissparkassen Düren und Jülich zur gemeinsamen Kreissparkasse Düren zusammen.
Die Sparkasse Düren hat seit dem 1. November 2000 ihre Hauptstelle („Kundenzentrum“) in Düren, Ecke Schenkel-/ Zehnthofstraße. Dieses Gebäude wurde am 9. Februar 1954 eingeweiht und von diesem Zeitpunkt bis zur Fusion im Jahr 2000 von der Kreissparkasse Düren genutzt.

## Geschäftsgebiet

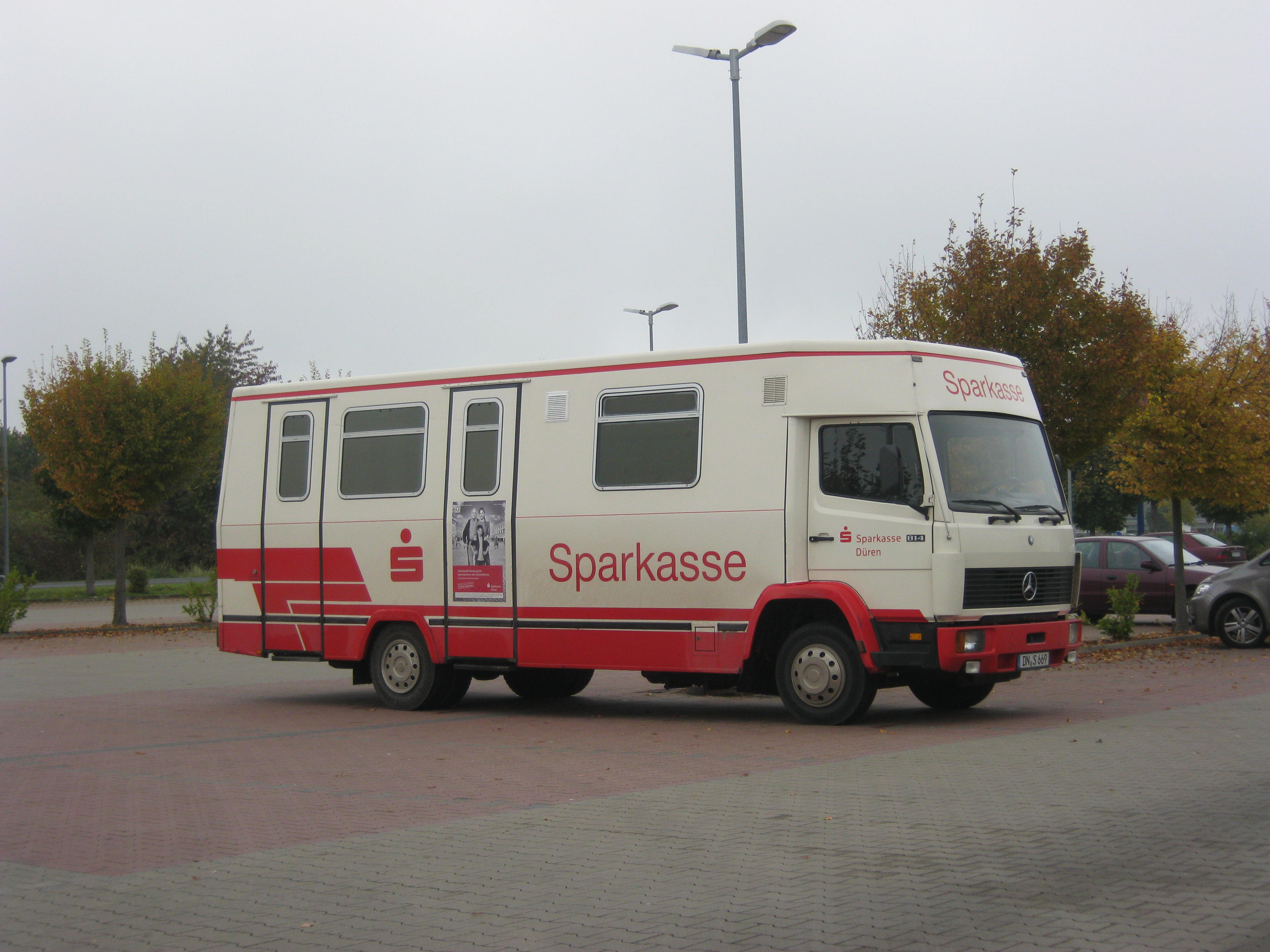
Die fahrbare Zweigstelle 2015

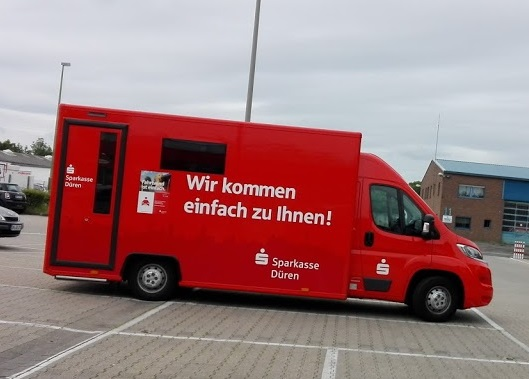
Die neue fahrbare Zweigstelle (Juni 2016)

Das Geschäftsgebiet umfasst den Kreis Düren inklusive des ehemaligen Kreises Jülich. Die Sparkasse ist in allen 15 Kommunen des Kreisgebietes zwischen Titz im Norden und Heimbach im Süden vertreten. Sie verfügt über insgesamt neun BeratungsCenter und 26 SB-Filialen im Gebiet des Kreises Düren. Zusätzlich werden über 50 Haltestellen (Stand August 2021) von Mobilen Filialen angefahren.

## Wirtschaftliche Eckdaten
Die Sparkasse Düren wies im Geschäftsjahr 2023 eine Bilanzsumme von 5,218 Mrd. Euro aus und verfügte über Kundeneinlagen von 3,797 Mrd. Euro. Gemäß der Sparkassenrangliste 2023 liegt sie nach Bilanzsumme auf Rang 85. Sie unterhält 37 Filialen/Selbstbedienungsstandorte und beschäftigt 651 Mitarbeiter.

## Gesellschaftliches Engagement
Die Sparkasse fördert zahlreiche Vereine und Projekte aus den Bereichen Kultur, Umwelt, Soziales und Sport, u. a. den Volleyball-Bundesligisten SWD Powervolleys Düren. In der Arena Kreis Düren treten viele Künstler auf, deren Auftritt von der Sparkasse finanziert wird.